# Культура рязано-окских могильников
Культу́ра рязано-окских могильников (КРОМ) — археологическая культура II—VII веков н. э., древности которой известны главным образом по погребальным памятникам (грунтовым могильникам). Наиболее выразительные из них расположены в среднем течении Оки. Население, оставившее эти памятники, считается близким финно-уграм Поволжья, однако с заметным влиянием культуры балтов Верхнего Поочья, а также с элементами кочевнических традиций.

## География
Памятники культуры рязано-окских могильников (КРОМ) расположены преимущественно в среднем течении Оки, от устья Москвы-реки на западе до Касимовской возвышенности на востоке. Кроме того, ряд памятников расположен юго-восточнее основного ареала, в бассейне реки Мокша (в частности, Старо-Кадомский и Шокшинский могильники). Возле впадения реки Цна в Мокшу расположен Кошибеевский могильник, который в настоящее время связывают с начальной стадией формирования КРОМ.

## История исследования
Рязано-окские могильники были открыты в конце XIX века Ф. А. Уваровым и А. И. Черепниным. В самостоятельную группу памятников их выделил В. А. Городцов. Уже первые исследователи безошибочно отождествляли культуру рязано-окских могильников с финно-угорскими древностями, но указывали и на наличие степного компонента, предполагая покорение местных финно-угорских племен пришлыми тюрками. Ряд исследователей в начале XX века считали носителей КРОМ древнемордовскими племенами, которые в VII веке под натиском славян вынуждены были отступить на восток. П. П. Ефименко в работе 1926 года связал возникновение КРОМ с экспансией дьяковских и городецких племен, проникших на Среднюю Оку с запада или юго-запада, однако затем отказался от своих взглядов в пользу теории автохтонизма (появление КРОМ трактовалось как следствие изменения жизненного уклада местного финно-угорского населения в связи с распространением пастушеского скотоводства). В духе автохтонизма рассматривали КРОМ и многие другие советские археологи, считая, что памятники этой культуры оставлены древнемордовскими племенами; А. Л. Монгайт считал носителей КРОМ непосредственными предками мордвы-эрзя. А. П. Смирнов видел сходство этнографических признаков КРОМ с древней мещерой, а В. В. Седов считал, что носители КРОМ хотя и близки к древней мордве, но не тождественны ей. При этом А. П. Смирнов предполагал влияние славян (частичное распространение обряда трупосожжения вместо более распространённой в КРОМ ингумации), а В. В. Седов усматривал в трупосожжениях влияние балтов.
Отдельным дискуссионным вопросом стала принадлежность памятников кошибеевского типа к культуре рязано-окских могильников. М. Г. Худяков в работе 1933 года выявил в материалах Кошибеевского могильника пьяноборские элементы и отнёс его к пьяноборской культуре. Н. В. Трубникова относила Кошибеевский могильник к особой группе древнемордовских памятников. Эта точка зрения получила локальное распространение среди мордовских археологов. А. В. Циркин в 1995 году в дискуссии с В. Н. Шитовым пытался отстаивать самостоятельное существование кошибеевской культуры, но его доводы были опровергнуты И. В. Белоцерковской и И. Р. Ахмедовым.
В 1980-90-х годах начался качественно новый этап изучения культуры рязано-окских могильников. Благодаря активным археологическим раскопкам (как на Средней Оке, так и в Нижнем Примокшанье) резко увеличилась источниковая база, что позволило провести подробный вещеведческий анализ и построить хронологию различных категорий погребального инвентаря. В. Н. Шитов выделил три стадии существования КРОМ, считая, что памятники кошибеевского типа характеризуют ранний период существания культуры. И. В. Белоцерковская и И. Р. Ахмедов провели детальное сравнение материалов Кошибеевского и Кораблинского могильников, а также ранних захоронений на Шатрищенском могильнике, с «классическими» рязано-окскими памятниками типа Гавердово, Борки, Кузьминки. На основе анализа деталей погребального обряда и инвентаря (в частности украшений) был выстроен единый эволюционный ряд памятников КРОМ, в который вошли и памятники кошибеевского типа. По их мнению, кошибеевское население расселилось на Средней Оке во второй половине III в. н. э.. В целом, И. В. Белоцерковская и И. Р. Ахмедов выделили пять периодов существования культуры рязано-окских могильников.

## Этническая принадлежность и происхождение культуры
Рязано-окские племена, по всей видимости, представляли собой финноязычное население; материалы могильников находят хорошее соответствие в этнографии поволжских финно-угров, в особенности мордвы. Их предки — носители Городецкой культуры, воспринявшие и переработавшие элементы культуры ананьинских и пьяноборских племён с образованием андреевско-писеральской культурной традиции (см. Андреевский курган). Предполагается, что после их миграции к низовьям реки Цна на рубеже I—II вв. н. э. происходит формирование культуры рязано-окских могильников (Кошибеевский могильник). На культуру заметное влияние оказывало восточнобалтское население Верхней Оки — мощинская культура, позднедьяковская культура (культура москворецких городищ). Некоторые особенности культурных заимствований (женские украшения в «погребальных дарах») позволяют предполагать наличие устойчивых матримониальных связей, в которых рязано-окское население занимало доминирующее положение. В культуре рязано-окцев прослеживаются также интенсивные импульсы с юга — позднесарматское, затем черняховское влияние. В гуннское время отмечено два ярких «пика» инноваций в воинском снаряжении (первый — на рубеже IV и V веков, второй — в середине V века). При этом в могильниках прослеживается горизонт погребений людей, убитых в результате боевых действий —  возможно, имело место вторжение в Поочье инокультурных групп (в том числе носителей центральноевропейских традиций), которые, однако, были достаточно быстро ассимилированы.

## Культура

### Материальная культура
Рязано-окские племена занимались пастушеским скотоводством, а также подсечным (а на позднем этапе — и пашенным) земледелием, охотой, рыболовством. Украшения в погребальном инвентаре изготовлены преимущественно из бронзы; зачастую местные мастера имитировали на свой лад инокультурные предметы из драгоценных металлов, изначально входившие в престижный «княжеский» костюм. Изготавливали их при этом обычно из бронзы, а инкрустацию жемчугом имитировали чеканным орнаментом. В мужских погребениях присутствуют многочисленные предметы воинского обихода и оружие. В могилу обычно помещали какие-нибудь отдельные элементы конского снаряжения (удила, уздечку, плеть), чтобы продемонстрировать принадлежность погребенного именно к конным воинам. В отличие от типичных погребений кочевников, в рязано-окских могильниках не встречаются лук и стрелы (кроме наконечников, застрявших в костях погибших). Характерной особенностью КРОМ является использование железных втульчатых топоров-кельтов, хотя в период активных контактов с мощинской культурой появляются и проушные топоры. Многочисленные стеклянные бусы в погребениях (преимущественно печеночно-красного цвета) являлись предметом наиболее массового импорта, причем происхождение стекла в разные периоды бытования КРОМ менялось.

### Религия и обряды
Религией рязано-окцев было язычество. По мнению В. Н. Шитова, в ней присутствовали культы животных, солнца. Характерной чертой рязано-окских могильников является присутствие в заполении могил древесного угля, находки следов поминальных кострищ, что позволяет предположить наличие культа огня, который находит аналоги в этнографии поволжских финно-угров («родовой» огонь и т. п.). Известны следы святилищ, на которых, по всей видимости, горели жертвенные костры. Погребальный инвентарь свидетельствует о вере в загробный мир — например, умерших снабжали напутственной пищей. Характерной чертой КРОМ является наличие глиняной посуды с такой пищей только в мужских погребениях, в отличие от древнемордовских памятников, где посуду ставили и в женские и мужские погребения.

## Палеогенетика
Было изучено 5 скелетов, из них два скелета элитного воинского погребения оказались N-Z4908, остальные погребения J-PF5008, R1a-CTS3402 и N-Y23785.
Ундрих-50 имеет R1a-CTS3402-Y2613, близкий к сегодняшним русским мещёры и кадомским татарам. У образца Undrich 2015 pit 90 определили Y-хромосомную гаплогруппу N1a1a1a-L708/Z1951 и митохондриальную гаплогруппу
K1c1.

## История
- С начала II века н. э. — начало формирования культуры у впадения реки Цна в реку Мокша (Кошибеевский могильник), после миграции в этот регион с северо-востока населения, оставившего Андреевский курган[2]
- С начала III века — освоение Средней Оки, многочисленные контакты с соседями (восточными балтами, черняховцами), проникновение отдельных групп во Владимиро-Суздальское Ополье.
- С конца IV века — активное участие в событиях Великого переселения народов, выделение воинской элиты, освоение территорий на севере (верховья реки Пра) и на востоке (низовья реки Мокша) основного ареала распространения культуры. Знакомство с центральноевропейскими культурными традициями.
- С начала VI века — унификация культуры, формирование «ядра» и центра власти на территории современного Шиловского района Рязанской области. Некоторое сокращение числа инокультурных контактов[2].
- В третьей четверти VII века происходит катастрофическое исчезновение КРОМ с большей части правобережья Оки, Тереховское городище гибнет в результате штурма. Единая культура распадается на слабо связанные группы населения[21].
- В VIII—XI веках остатки рязано-окского населения продолжают использовать могильники Курман (до X в.), Шокша (минимум до XI в.), Шагара V (в VIII—XI вв.); заново заселяется Тереховское городище[22]. К середине XI века — ассимиляция финно-угорского населения славянами[2]. По мнению В. Н. Шитова, имел место частичный отток на Нижнюю Оку, где формировалась культура муромы, и в Окско-Сурское междуречье, районы расселения древней мордвы[7].

## Известные памятники

### Могильники
- Шокшинский могильник
- Вакинский могильник
- Кузьминский могильник
- Фефеловский могильник
- Борковский могильник
- Дашковский могильник
- Дубровичский могильник
- Кораблинский могильник
- Гавердовский могильник
- Троице-Пеленицкий могильник
- Заречье IV (могильник)
- Еремеевский могильник
- Никитинский могильник
- Шатрищенский могильник
- Киструсский могильник
- Дегтяновский могильник
- Облачинский могильник
- Бортниковский могильник
- Дуброво-Срезневский могильник
- Кулаковский могильник
- Ундрих (могильник)
- Мелеховское погребение
- Тереховский могильник
- Тырновский I могильник
- Тырновский II могильник
- Куземкинский могильник
- Курманский могильник
- Поповский могильник
- Старо-Посадское погребение
- Мишуковский могильник
- Фоминский могильник
- Глушицкий могильник
- Шагарский II могильник
- Деулинский могильник
- Кокуй (могильник)
- Старокадомский могильник
- Кошибеевский могильник
- Польно-Ялтуновский могильник

### Поселения[21]
- Тереховское городище
- Чертово городище
- Пронское городище